# Tating
Tating és una ciutat del districte de Nordfriesland, dins l'Amt Eiderstedt, a l'estat alemany de Slesvig-Holstein. Està situat a 5 quilòmetres al nord-est de Sankt Peter-Ording i a 15 km a l'oest de Tönning, a la península d'Eiderstedt.